# Noda (Chiba)
Noda (jap. 野田市, -shi) ist eine Stadt in der Präfektur Chiba auf Honshū, der Hauptinsel von Japan. Die Stadt ist berühmt für Sojasauce (Shoyu).

## Geschichte
Die Stadt Noda wurde am 3. Mai 1950 durch den Zusammenschluss der Machi Noda (野田町, -machi) mit den Mura Asahi (旭村, -mura), Shichifuku (七福村, -mura) und Umesato (梅郷村, -mura) im Higashikatsushika-gun gegründet.

## Sehenswürdigkeiten
- Burg Sekiyado

## Verkehr
- Straße:
  - Nationalstraße 16: nach Chiba oder Saitama
- Zug:
  - Tōbu Noda-Linie: nach Funabashi und Saitama

## Wirtschaft
- Kikkoman

## Angrenzende Städte und Gemeinden
- Präfektur Chiba
  - Kashiwa
  - Nagareyama
- Präfektur Saitama
  - Kasukabe
  - Yoshikawa
  - Satte
  - Matsubushi
  - Sugito
- Präfektur Ibaraki
  - Moriya
  - Jōsō
  - Bandō
  - Sakai
  - Goka

## Städtepartnerschaften
- Shimada, Japan
- Sukagawa, Japan

## Persönlichkeiten
- Sumio Gotō (1930–2016), Nihonga-Maler
- Ryūsei Morikawa (* 1988), Fußballspieler
- Naoto Tobe (* 1992), Hochspringer

## Weblinks

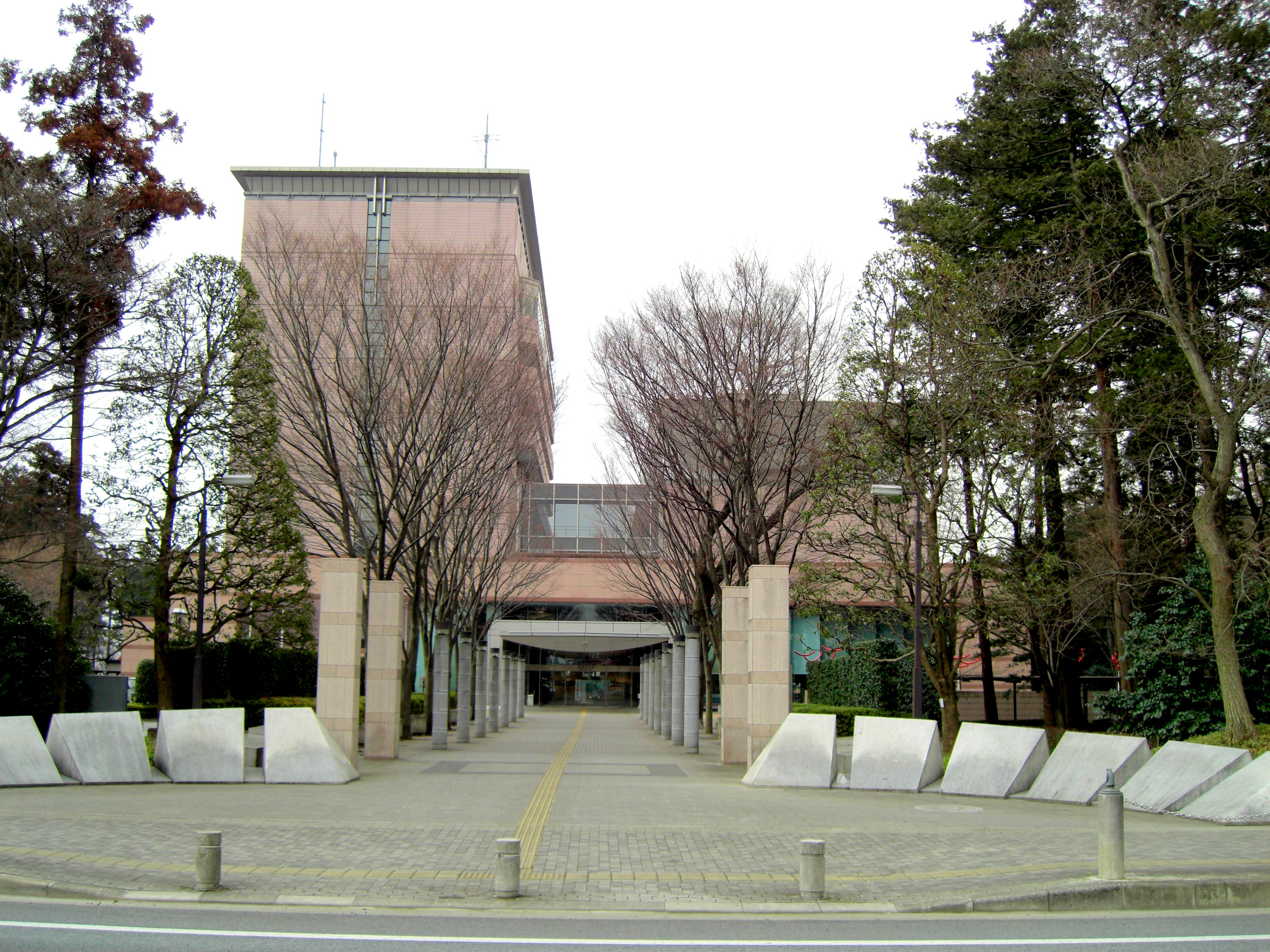
Rathaus von Noda